# Tiny World
「Tiny World」（タイニーワールド）は、Dragon Ashの配信限定シングル。2022年4月20日にMOB SQUAD（Getting Better）より発売。

## 概要
- 前作「NEW ERA」より約10か月振りのリリース。
- TBS系金曜ドラマ『インビジブル』主題歌[3]
- 2022年4月12日、主題歌を担当することを発表[4]。初のドラマ主題歌書き下ろしとなった[5]。
- 4月15日、ドラマにて音源初公開。ティザー映像をYouTubeに公開[6]。
- 4月16日、TikTokにて先行して音源が公開された。
- 4月22日、ミュージック・ビデオがDragon AshオフィシャルYouTubeチャンネルでプレミア公開された[7]。
- 5月27日、ミュージック・ビデオのメイキング映像が公開[8]。

## 収録内容
| 全作詞: Kj、全作曲・編曲: Dragon Ash。 |                |      |            |      |
| #                                      | タイトル       | 作詞 | 作曲・編曲 | 時間 |
| 1.                                     | 「Tiny World」 | Kj   | Dragon Ash | 4:12 |
| 合計時間:                              | 合計時間:      | 4:12 |            |      |